# Тектонічна пластина
Тектонічна пластина - геологічне тіло подовженою і сплощеної (пластинчастої) форми, обмежене розломами.
Тектонічні пластини формуються в результаті крихких деформацій (сколювання), тому утворення їх можливе тільки в умовах земної кори, і можливо, літосферної мантії , - на великих глибинах гірські породи піддаються пластичним деформаціям. Розмір тектонічних пластин може змінюватися в найширших межах, - від перших метрів до сотень кілометрів в довжину і десятків завширшки. Тектонічні пластини гігантських розмірів утворюються у зовнішніх зонах колізійних орогенів.
Тектонічні пластини беруть участь у будові великих розломних зон будь-якої кінематики. Особливо вони характерні для покривно-насувних поясів. Як правило великі алохтони (дуплекси являють собою нагромадження тектонічних пластин, амплітуда горизонтального переміщення яких може досягати 200 км.
У тектонічної обстановці транспрес тектонічні пластини формують структури квітки (пальмового дерева).
Офіолітові комплекси в структурному відношенні також являють собою пакети тектонічних пластин, що обумовлено механізмом їх обдукціі на континентальні околиці.
При наступних деформаціях тектонічні пластини можуть вести себе подібно шарам (верствам) - утворювати різні складчасті структури, формуючи при цьому синформи та антиформи, вік порід в яких не буде визначатися їх положенням у «розрізі».